# Stanislav Angelovič
Stanislav Angelovič (26 de março de 1982) é um futebolista eslovaco que atua no ŠK Svätý Jur .como lateral direito.